# Archignac
Archignac é uma comuna francesa na região administrativa da Nova Aquitânia, no departamento Dordonha. Estende-se por uma área de 23,23 km². Em 2010 a comuna tinha 378 habitantes (densidade: 16,3 hab./km²).